# 曼迪傳播
曼迪傳播股份有限公司（Mighty Media Co., Ltd.），是台灣的一家品牌授權、動畫代理發行公司。

## 概要
- 1991年4月1日，滿天星傳播有限公司（Astar Media Productions Co., Ltd.）成立。
- 1999年7月1日，滿天星傳播成立曼迪傳播，主要代理的範圍為日本動畫、特攝作品等。
- 2014年6月17日，曼迪傳播第一個電視頻道「曼迪日本台」於中華電信MOD第95頻道開播(2017年11月1日起為372頻道)，定位為高畫質日本綜合頻道。
- 2020年設立「株式会社MIGHTY MEDIA」 日本企業公司
- 2023年11月「曼迪傳播有限公司」變更為「曼迪傳播股份有限公司」

## 組織架構
- 台灣：曼迪傳播股份有限公司
- 香港：曼迪品牌行銷有限公司（Mighty Brands Co., Ltd.）
- 亞洲：曼迪三角貿易有限公司（Mighty Delta Investments Limited）
- 日本：株式会社 MIGHTY MEDIA
- 上海曼迪品牌管理有限公司 （Shanghai Mighty Brand Management Co.,Ltd）

- 曼迪國際股份有限公司 （MIGHTY DELTA INTERNATIONAL LIMITED）

## 外部連結
- 曼迪傳播 （页面存档备份，存于）
- 曼迪/滿天星舊網頁 的存檔，存档日期2005-04-07.
- 株式会社MIGHTY MEDIA
- 曼迪台灣的Facebook專頁
- 曼迪香港的Facebook專頁
- 曼迪日本台的Facebook專頁
- 372 曼迪日本台 - 中華電信MOD網站 （页面存档备份，存于）
- YouTube上的曼迪/滿天星-TW頻道